# Belvitte
Pour les articles homonymes, voir Belvitte (homonymie).
La Belvitte est une petite rivière française qui coule dans les départements des Vosges et de Meurthe-et-Moselle, en région Grand-Est. C'est un affluent de la Mortagne en rive droite, donc un sous-affluent du Rhin par la Meurthe puis la Moselle.

## Géographie
La longueur de son cours d'eau est de 19 km.
La Belvitte naît sur le territoire de la commune de Sainte-Barbe. Peu après sa naissance, la rivière adopte la direction de l'ouest puis du nord-ouest, direction qu'elle maintiendra jusqu'à son confluent avec la Mortagne, lequel a lieu en rive droite au niveau du village de Magnières, parcourant moins d'un kilomètre en Meurthe-et-Moselle.

### Points
- Source : 48° 22′ 37″ N, 6° 44′ 58″ E
- Affluent : ruisseau du Pré-Guerin : 48° 23′ 24″ N, 6° 41′ 31″ E
- Affluent : ruisseau de la Cope : 48° 23′ 22″ N, 6° 40′ 38″ E
- Affluent : ruisseau de la Souche : 48° 23′ 24″ N, 6° 39′ 29″ E
- Affluent : ruisseau de Villé : 48° 23′ 25″ N, 6° 39′ 10″ E
- Affluent : ruisseau de Frouaménil : 48° 25′ 00″ N, 6° 36′ 33″ E
- Affluent : ruisseau de Bazien : 48° 25′ 28″ N, 6° 35′ 53″ E
- Affluent : ruisseau de Viller : 48° 26′ 09″ N, 6° 34′ 43″ E
- Affluent : ruisseau du Mortier : 48° 26′ 21″ N, 6° 34′ 17″ E
- Confluent : 48° 26′ 28″ N, 6° 34′ 00″ E

### Communes et cantons traversés

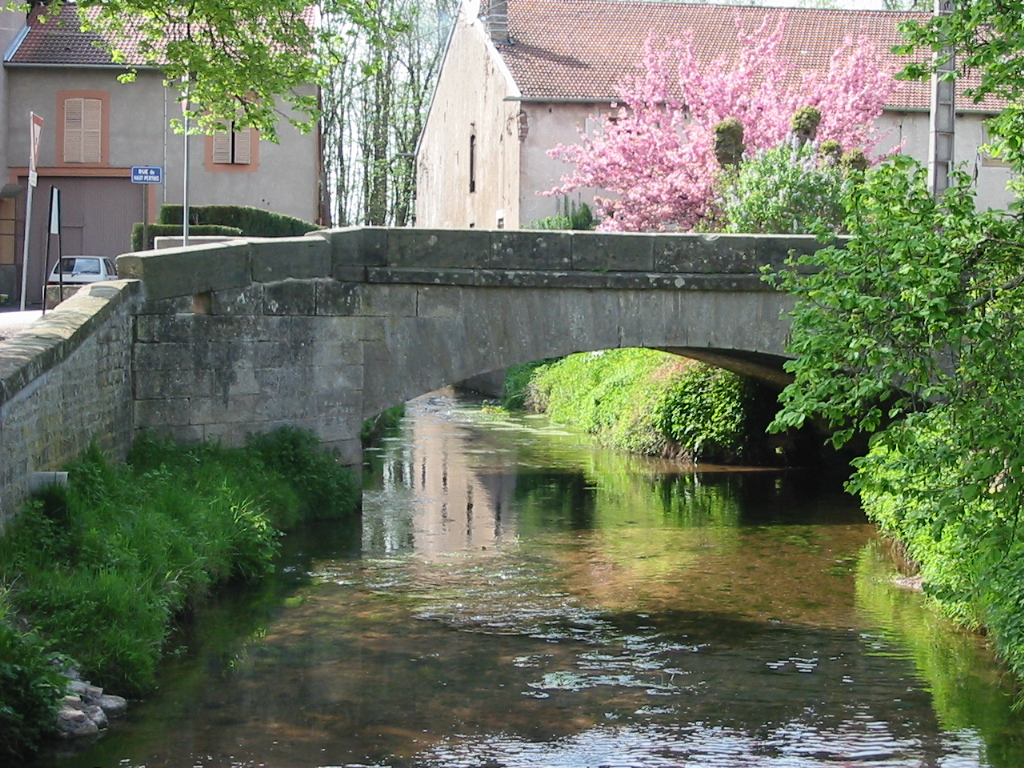
Pont sur la Belvitte à Ménil-sur-Belvitte.

La Belvitte baigne successivement les communes de Sainte-Barbe, Ménil-sur-Belvitte, Nossoncourt, Anglemont, Doncières, Xaffévillers, Domptail, Saint-Pierremont, toutes situées dans le département des Vosges, et Magnières en Meurthe-et-Moselle.

### Toponyme
La Belvitte a donné son hydronyme à la commune de Ménil-sur-Belvitte.

### Bassin versant
Le ruisseau de Belvitte traverse une seule zone hydrographique La Belvitte (A672) de 64 km2.

## Affluents
La Belvitte a huit affluents référencés :
- le ruisseau de Pré Guérin
- le ruisseau de Cope, avec un affluent :
  - le ruisseau de la Colpre,
- le ruisseau de la Souche,
- le ruisseau de Ville,
- le ruisseau de Frouamenil avec un affluent :
  - le ruisseau de Pourry Fosse,
- le ruisseau de Bazien,
- le ruisseau de Viller,
- le ruisseau de Mortier,

Donc son rang de Strahler est de trois.